# Cookstraße
Die Cookstraße (englisch Cook Strait, Maori Raukawa) ist die Meerenge zwischen den beiden Hauptinseln von Neuseeland. Sie ist nach dem Seefahrer und Entdecker Kapitän James Cook benannt und zählt zu den stürmischsten Meeresstraßen der Welt.

## Geografie
Die Meerenge trennt Neuseeland fast in der Mitte seiner Längenausdehnung und verläuft zwischen der Nord- und der Südinsel. Sie ist an der engsten Stelle 22 km breit und verbindet die Tasmansee, im Westen Neuseelands, mit dem Pazifischen Ozean, der sich östlich von Neuseeland ausbreitet.
Der Meeresgrund im nördlichen Teil der Cookstraße verläuft bei 100 m bis 200 m Wassertiefe eher flach, wobei er an der engsten Stelle – durch tektonische Verschiebungen und durch die Meeresströmung verursacht – in seiner Form stark variiert und 100 m bis 300 m tief ist. Der Meeresboden des südlichen Teils der Cookstraße gleicht hingegen einem riesigen Canyon, der bis 1500 m tief abfällt.

## Geologie
Die Cookstraße ist nach neueren Untersuchungen von zwölf seismisch aktiven Verwerfungen durchzogen, wovon die Wairau Fault mit Abstand die bedeutendste ist. Sie findet ihre südwestlich verlaufende Fortsetzung im Tal des Wairau River und verschiebt sich mit einer Geschwindigkeit von 3 bis 5 mm pro Jahr. Der nordöstliche Teil der Verwerfung sollte demnach Anschluss in der Pukerua Fault finden, die entlang der Westküste der Nordinsel nach Norden verläuft.
2008 fand das National Institute of Water and Atmospheric Research (NIWA) heraus, dass zwischen den Verwerfungen der Nord- und der Südinsel über die Cookstraße keine direkte Verbindung besteht, was die Einschätzung von Erdbebenrisiken entlang der Verwerfungen grundlegend verändern würde. Allerdings sollen alle Verwerfungen ein Potential von Erdbeben der Stärke 7 auf der Richterskala und darüber haben, was die Gefahr von Tsunamis in der Region erheblich erhöht. Welche dramatischen Auswirkungen die seismischen Aktivitäten in der Cookstraße haben können, zeigte eine Untersuchung, wonach in dem 300 m tiefen, steil abfallenden unterseeischen Nicholson Canyon, 15 km vom Wellington Airport entfernt, einmal ein Bergrutsch von 10 Milliarden Kubikmeter Gestein stattgefunden haben muss.
Das Wairarapa-Erdbeben von 1855, bei dem sich die Remutaka Range, etwa 15 km östlich von Stadtzentrum von Wellington gelegen, bei einer Erdbebenstärke von 8,2 um 6 m hob und um 18 m in horizontaler Richtung nordöstlich verschob, hatte drei unterschiedlich getriggerte bis zu 2,5 m hohe Tsunamis im Wellington Harbour zur Folge, a) durch die horizontale Verschiebung, b) durch die einseitige Anhebung des Hafenbeckens und c) durch die großflächige Anhebung des Seebodens in Teilen der Cookstraße.

## Geschichte

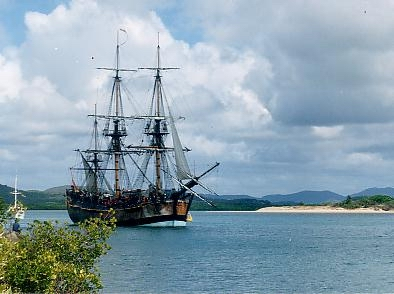
Endeavour, das Schiff von James Cook (Nachbildung)

Lange bevor die ersten Europäer nach Neuseeland kamen, überquerten die Māori die Cookstraße mit ihren Kanus (Māori: Waka). Sie gaben der Meerenge den Namen Raukawa und erklärten das Gewässer für heilig, woraus zahlreiche Mythen entstanden. So durfte ein Erstüberquerer im Kanu nicht nach links oder rechts und schon gar nicht zurück schauen, sondern nur nach vorne. Bei Nichtbeachtung der Regel war der Stillstand des Bootes die Folge. Verständlich wird dies, wenn man die rauen Wetterbedingungen in der Cookstraße bedenkt. Von Te Rauparaha (1760–1849), dem Führer der Ngāti Toa, der sie auf Kriegszügen oft überquerte, ist bekannt, dass er zwei Kanus mittschiffs mit einem Deck miteinander verband, um den bis zu 30 Meter langen Booten mehr Stabilität und Sicherheit zu verleihen.
Der erste Europäer, der die Meerenge sah, war 1642 der holländische Seefahrer Abel Tasman (1603–1659). Er hielt sie allerdings für eine große Bucht, so dass das Verdienst, die Meerenge als erster Europäer durchfahren zu haben, dem britischen Seefahrer James Cook (1728–1779) am 22. Januar 1770 zuteilwurde. Nach ihm wurde die Meerenge dann auch benannt.
Das bisher schwerste Schiffsunglück in der Geschichte der Cookstraße ereignete sich am 12. Februar 1909, als der neuseeländische Passagierdampfer Penguin bei stürmischer See und völliger Dunkelheit am Eingang zum Wellington Harbour auf einen Unterwasserfelsen prallte und sank. 72 Passagiere und Besatzungsmitglieder kamen dabei ums Leben, darunter alle Kinder an Bord und alle Frauen bis auf eine.

## Verkehrsverbindungen
Die Fährverbindungen in der Cookstraße stellen für den Personenverkehr und vor allem für den Güterfernverkehr mit eine der wichtigsten Verkehrsverbindungen zwischen den beiden Hauptinseln dar.
Zwischen den beiden Häfen Wellington und Picton, über die der größte Teil der Transporte abgewickelt wird, verkehren die Schiffe von Strait Shipping Limited, die Fährverbindungen seit 1992 betreiben und seit 2003 mit der Bluebridge-Linie eine Konkurrenz zur Interislander-Linie darstellt. Die Interislander-Linie gehört seit 2008 wieder dem Staat und wird von der KiwiRail betrieben. Sie bietet neben dem Personen- und Gütertransport, auch den Transport von Eisenbahnwaggons an und wird somit zu einem wichtigen Bindeglied zwischen den Schienennetzen der Nord- und der Südinsel.

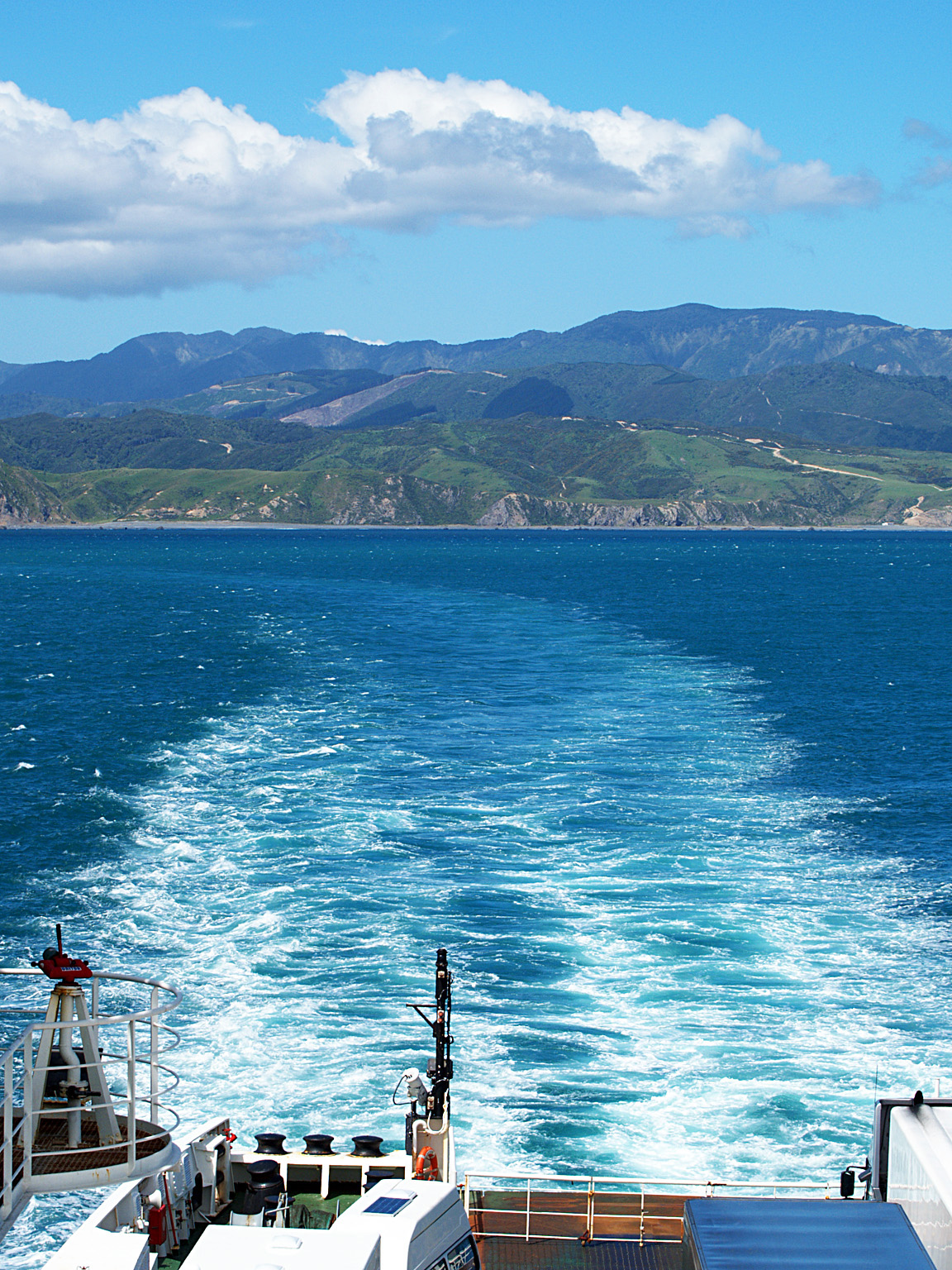
Cookstraße, Eingang zum Wellington Harbour mit der Remutaka Range

Für Touristen stellen die Fährverbindungen über die Cookstraße eine abwechslungsreiche 3-stündige Seereise dar, die den Reisenden die faszinierenden Küstenlandschaften beidseitig der Meerenge nahebringt und mit der Fahrt durch den Queen Charlotte Sound zu einem Erlebnis wird.

## Kabelverbindungen
Für die Reise und auch für die Kommunikation zwischen den beiden Hauptinseln stellte die Cookstraße schon immer eine erheblich Barriere dar. Nur wenige Jahrzehnte nach der Ankunft der ersten Europäer in Neuseeland machte man sich auch über geeignete Kommunikationsverbindungen Gedanken. 1866 wurde das erste Kupferkabel durch die unwirtliche Meerenge verlegt, worüber dann am 26. August 1866 das erste Telegramm von Wellington nach Christchurch verschickt werden konnte. Doch das Kabel hielt den rauen Bedingungen der Cookstraße nicht lange stand. Immer wiederholende Kabelbrüche machten anfangs nur eine mittlere Betriebsbereitschaft von etwa drei Monaten möglich. Es sollte noch etwas dauern, bis bessere technische Voraussetzungen eine sicherere Kommunikation ermöglichten.
Im Mai 1965 wurde das erste Stromkabel zwischen den Inseln verlegt, das die Stromversorgung der beiden Hauptinseln während Engpässen auf der jeweiligen Seite erheblich vereinfachte. Das erste Glasfaserkabel wurde erst im Jahr 2000 durch die Cookstraße verlegt. Alle bisher verlegten Seekabel sind in der Cookstraße extremen Bedingungen ausgesetzt. Die zeitweise starken Gezeitenströme, sowie tektonische Verschiebungen und plötzlich auftretende Erdbeben erfordern einen hohen technischen Standard. Um die Gefahr von Kabelbrüchen, die durch kreuzende Schiffe verursacht werden können, zu verhindern, sind heute alle modernen Kabel in eine als Sicherheitszone ausgewiesene Kabeltrasse verlegt.

## Schwimmen in der Cookstraße
Eine Herausforderung ganz besonderer Art bietet das Durchschwimmen der Cookstraße (Cook Strait Swim). Dies wird durch Gezeitenströme, plötzliche Winde, kreuzende Schiffe und Haie erschwert. Bislang gelang 93 Schwimmern (Stand: Dezember 2014) die Überquerung. Der Rekord für die zu schwimmende 26-km-Distanz liegt derzeit bei 4 Stunden und 37 Minuten und wurde am 13. April 2008 durch den Neuseeländer Casey Glover aufgestellt. Der erste erfolgreiche Schwimmer war der damals 27-jährige Neuseeländer Barry Devonport, der am 20. November 1962 für die Distanz 11 Stunden und 20 Minuten benötigte. Die Cookstraße ist eine Strecke der Ocean’s Seven.